# Martin Venix
Martin Venix (Tilburg, 4 maart 1950) is een Nederlands voormalig wielrenner.
Hij was een stayer op wereldniveau. Als amateur werd hij Nederlands kampioen in 1974 en 1976. Later dat jaar werd hij professional. Bij de profs werd hij tweemaal wereldkampioen, in 1979 en 1982. Hij beëindigde zijn wielercarrière twee jaar later, zonder ooit Europees kampioen te zijn geworden.
Martin Venix was de laatste Nederlandse wereldkampioen bij de profstayers tot nu toe, en, aangezien de UCI in 1994 het stayeren van het programma bij het WK afvoerde, wellicht de laatste in de geschiedenis.

## Persoonlijk
Martin Venix is een achterneef van de schrijver Raymond van de Klundert, beter bekend onder het pseudoniem Kluun.